# Оканоган (град)
О̀кано̀ган (на английски: Okanogan, буквени символи за произношение  Архив на оригинала от 2018-12-26 в Wayback Machine.) е град в окръг Оканоган, щата Вашингтон, САЩ. Оканоган е с население от 2484 жители (2000) и обща площ от 4,8 km². Намира се на 256 m надморска височина. ЗИП кодът му е 98840, а телефонният му код е 509.